# Atherigona biseta
Atherigona biseta este o specie de muște din genul Atherigona, familia Muscidae, descrisă de Karl în anul 1939. Conform Catalogue of Life specia Atherigona biseta nu are subspecii cunoscute.